# 마이클 뷰챔프
마이클 뷰챔프(Michael Beauchamp)는 호주의 전 축구 선수이다. 포지션은 수비수이다. 그는 2010 남아공 월드컵에 참가한 바 있다.